# Mily Dür
Mily Dür (* 3. Januar 1921 in Burgdorf BE; † 21. September 2016 in Zumikon) war eine schweizerische Malerin, Zeichnerin, Schriftstellerin und Lyrikerin.

## Leben
Mily Dürs Vater Ernst Dür starb, als sie acht Jahre alt war. 1934 verheiratete sich die Mutter zum zweiten Mal und zog von Burgdorf nach Zürich. Zürich blieb im Folgenden der Lebensmittelpunkt Mily Dürs.
Sechzehnjährig wurde sie in die Grafikklasse der Zürcher Kunstgewerbeschule aufgenommen. Ihr Berufswunsch war Künstlerin. In der Deutschschweiz gab es aber keine Kunstakademie. Dieser Mangel war den Direktoren Alfred Altherr Senior (bis 1938) und Johannes Itten (1938–1954) bewusst und sie fanden Wege, die auf gewerbliche Ziele hin orientierte Ausbildung so zu ergänzen, dass auch eine künstlerische Grundausbildung vermittelt werden konnte. Mily Dürs Lehrer waren anerkannte Künstler wie Ernst Gubler und Max Gubler, Otto Morach, Heinrich Müller, Franz Fischer, Ernst Georg Rüegg und Walter Roshardt. Die gebrauchsgrafisch-spezifischen Inhalte des Unterrichts konnte sie gebrauchen, als sie 1943 eine Stelle im Grafikatelier von Lindt & Sprüngli annahm. 1947 Heirat mit dem Juristen Karl Hartmann.
1952 und 1953 verbrachte Mily Dür mit ihrem Mann die Sommerzeit in Paris, wo sie die französische Nachkriegskunst und existentialistische Lebensformen kennen lernten.
1959 zog die vierköpfige Familie von Zürich nach Zumikon, wo Mily Dür bis zu ihrem Tod lebte. Durch ihre starke innere Verbindung zur Natur wurde sie schon als Jugendliche Vegetarierin und verstand sich zeit ihres Lebens als «Grüne».
Seit 1968 war sie Mitglied der Gesellschaft Schweizerischer bildender Künstlerinnen (GSBK, vormals GSMBK), ab 2001 von Visarte, des Berufsverbandes Autorinnen und Autoren der Schweiz (AdS), des Verbandes Zürcher Schriftstellerinnen und Schriftsteller (ZSV), des Freien Deutschen Autorenverbandes sowie der Gesellschaft für zeitgenössische Lyrik und der Deutschen Haiku Gesellschaft.

## Schaffen
Seit ihrer Kindheit war das Schreiben gleichberechtigt mit dem Zeichnen und Malen.
Sie war eine «Femmes de lettres», eine umfassend gebildete Frau, die sich nicht nur in den Künsten und ihrer Geschichte gut auskannte, sondern sich auch mit Psychologie (u. a. C. G. Jung) intensiv beschäftigte, mit Philosophie (u. a. Jean Gebser), den Naturwissenschaften und der Ökologie. Dieses vernetzte Wissen floss in ihr dichterisches und bildnerisches Schaffen ein. Die Bildsprache ist stark geprägt von der frühen Begegnung mit der ungegenständlichen französischen Malerei. Ein schönes Bild, eine schöne Zeichnung oder ein wohlklingendes Gedicht zu schaffen, genügte ihr nie. Ein Kunstwerk musste ausserdem die Summa des rationalen und emotionalen Bewusstseins ziehen. So benutzte sie oft symbolhaft deutbare Zeichen wie Gitter, Labyrinth, Spirale und Auge, oft in farbkontrastreichen vielschichtig verflochtenen Bildkompositionen. Verflechtung als Verbindung von allem miteinander und Metamorphosen als Konzept der Weiterentwicklung ziehen sich als Themen durch ihr Schaffen. Dür positionierte sich künstlerisch als Unterstützerin der Ökologiebewegung und stand den 68er-Unruhen in Zürich nahe, beteiligte sich am «Zürcher Manifest», einer Gruppe um Max Frisch, Gottfried Honegger und der befreundeten Schriftstellerin und Politikerin Doris Morf. Ihre Bilder werden stadtbezogener und spannungsvoller. In späteren Jahren wandte sie sich vermehrt allgemein lebensphilosophischen Themen und der Verbindung des Menschen zu Natur und Kosmos zu.

## Publikationen (Auswahl)
- Lichtreflexe. Graphikum-Verlag, Göttingen 1983
- Schattenspur. Adonia-Verlag,  Zürich 1988
- In hellen Nächten. Graphikum-Verlag, Göttingen 1991
- Die Flügelbäume. Graphikum-Verlag, Göttingen 1994
- Metamorphosen. Graphikum-Verlag, Göttingen 1999
- Gezeiten.  Lyrische Texte und Haiku Senryu Tanka. Rauhreif Verlag, Zürich 2004
- Mily Dür Bilder, Zeichnungen, Lyrik. Mit Textbeiträgen von Peter Killer, Mario Andreotti und Mily Dür. vadoni, Wetzikon 2002, ISBN 3-9522592-1-7.

## Einzelausstellungen (E) und Gruppenausstellungen (Auswahl)
- 1958: Lyceum, Zürich (E)
- 1958: Kunstverein, Konstanz: Réveil
- 1959: Helmhaus und Stadthaus, Zürich: Zürcher Künstler
- 1959: Saffa, Zürich
- 1960: Kunstmuseum, Luzern, GSMBK
- 1961: Palais de Beaux-Arts, Paris
- 1961, 1964, 1979: Kunstmuseum, Winterthur
- 1961: Strauhof, Zürich: Réveil
- 1961, 1964: Stadthaus Zürich: Wort und Bild
- 1961: Kunstmuseum Glarus: Réveil
- 1962: Kunsthaus, Aarau
- 1962, 1967, 1972, 1976, 1979, 1980, 1981: Kunsthaus, Zürich, GSMBK
- 1963, 1974: AABA, Ascona
- 1964: Galerie im Tenn, Illnau (E)
- 1964: Schweizerische Landesausstellung Expo Lausanne, im von Max Bill geschaffenen Sektor
- 1964: Kunsthaus, Bern
- 1964, 1969: Galerie Beno, Zürich (E)
- 1965: Schloss, Meersburg
- 1967: Meersburg: Malende Dichterinnen, dichtende Malerinnen aus drei Ländern
- 1968, 1970: Kunsthalle, Basel, GSMBK
- 1969: Galerie Claire Brambach, Basel
- 1970: Helmhaus, Zürich: Illusionen
- 1971: Sigristenkeller, Bülach (E)
- 1971: Musée Rath, Genf, GSMBA
- 1973: Berlin, GSMBK: Gedok
- 1974: International Cultural Center for Youth, Jerusalem, GSMBK
- 1975: Lycée de Suisse, Lausanne: Concours Féminin des Beaux-Arts
- 1976: Biennale, Lausanne, GSMBA
- 1977: Galerie Internationale, New York
- 1978: Galerie Suisse, Paris, GSMBK
- 1979: Kunstmuseum, Winterthur
- 1979: Museum Allerheiligen, Schaffhausen
- 1980: Galerie Europa am Dom, München (E)
- 1980: Galerie Götz, Stuttgart (E)
- 1982: Galerie am Ring, Köln
- 1983: Galerie Roswitha Benkert, Küsnacht
- 1984: Basler und Partner, Zürich (E)
- 1995, 1996, 1997, 1999–2002: Lyceum, Zürich
- 2002: Kunst am Bau auf der Frankfurter Welle, Installation Flusseinsichten, Frankfurt a. M.
- 2005: Galerie Claudine Hohl, mit Rosemarie Winteler, Ursula Brüngger, Maja von Rotz

## Film
- Frauen Formen Farben. Von Jens Peter Rövekamp. Dokumentation über Ursula Brüngger, Mily Dür, Maja von Rotz und Rosemarie Winteler. DVD 43 min, 2005, RoevekampFILM GmbH